# Eddy Clearwater
Eddy "The Chief" Clearwater foi o nome artístico de Eduardo Harrington (Macon, 10 de janeiro de 1935 – Skokie, 1 de junho de 2018) foi um cantor americano.

## Vida pessoal

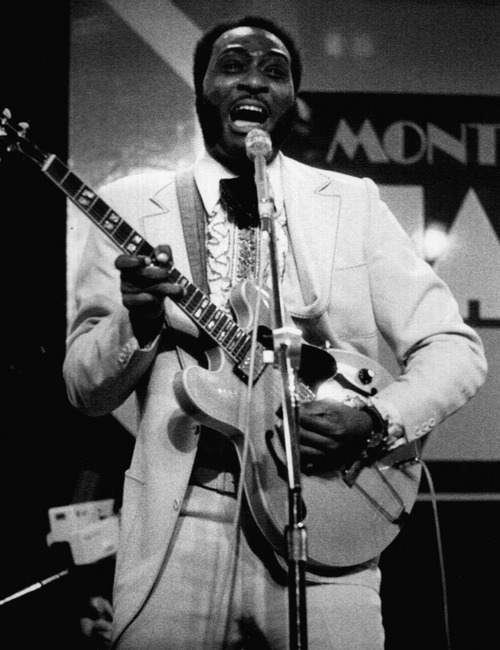
Clearwater, em 1978

Ele era pai de dois filhos, Jason e Edgar.
Eddy morreu em sua casa em Skokie, em 1 de junho de 2018 de insuficiência cardíaca, aos 83 anos.

## Discografia
- "Soul Funky", com Ronnie Baker Brooks e Billy Branch (Cleartone, 2014)
- West Side Strut (Alligator Records, 2008)
- Rock 'n' Roll da Cidade, com Los Straitjackets (2003)
- Reserva De Blues (2000)
- Chicago Diário De Blues (1999)
- Cool Blues Pé (1998)
- Chicago Blues Sessão, vol. 23, ao vivo (1998)
- Média de Caso do Blues (1996)
- Boogie Meu Blues De Distância (1995)
- Viver em Kingston Mines, 1978, ao vivo (1992)
- Ajudar A Si Mesmo (1992)
- Real Bom Tempo: Live!, ao vivo (1990)
- Blues Sair (1989)
- Flimdoozie (1986)
- Dois Vezes Nove (1981)
- O Chefe (1980)
- Preto-Noite (1979)